# Грінсборо (Північна Кароліна)
Ґрінсборо (англ. Greensboro) — місто (англ. city) в США, в окрузі Ґілфорд на північному заході штату Північна Кароліна. Населення — 299 035 осіб (2020), третє за населенням місто у штаті. У межах конурбації Пієдмонт-Траяд, що складається з Ґрінсборо, Винстон-Сейлем та Гай-Пойнта населення становить 1 581,1 тисяча осіб (2009 рік). П'ємонт-Траяд складається з агломерації Ґрінсборо-Хай-Пойнт й Винстон-Сейлем.

## Історія
1808 року місто почало зростати як центр біля окружного суду, що був переміщений з Гуілфорду у центр округи. місто зростало як транспортний й тестильний центри. Сьогодні воно є центром тяжіння для переміщення бізнесів.
3 листопада 1979 р. у місті стався розстріл (Greensboro massacre) членами Ку-Клукс-Клану місцевих профспілкових активістів, які протестували проти сегрегації на виробництві. Суд, який відбувся після цього, засудив місцеву поліцію за співпрацю з вбивцями.

## Географія
Ґрінсборо розташоване за координатами 36°5′47″ пн. ш. 79°49′38″ зх. д. / 36.09639° пн. ш. 79.82722° зх. д. (36.096483, -79.827108).  За даними Бюро перепису населення США в 2010 році місто мало площу 341,36 км², з яких 327,67 км² — суходіл та 13,69 км² — водойми.

### Клімат
Середня температура липня +25 °C, січня +3 °C. Щорічні опади 1 096 мм; снігу — 224 мм. Середнє число дощових днів — 113,7; снігопадних днів — 4,3.
| Клімат : Ґрінсборо                                  | Клімат : Ґрінсборо | Клімат : Ґрінсборо | Клімат : Ґрінсборо | Клімат : Ґрінсборо | Клімат : Ґрінсборо | Клімат : Ґрінсборо | Клімат : Ґрінсборо | Клімат : Ґрінсборо | Клімат : Ґрінсборо | Клімат : Ґрінсборо | Клімат : Ґрінсборо | Клімат : Ґрінсборо | Клімат : Ґрінсборо |
| Показник                                            | Січ.               | Лют.               | Бер.               | Квіт.              | Трав.              | Черв.              | Лип.               | Серп.              | Вер.               | Жовт.              | Лист.              | Груд.              | Рік                |
| Абсолютний максимум, °C                             | 26,1               | 27,2               | 33,9               | 35,0               | 37,8               | 40,0               | 40,0               | 39,4               | 38,3               | 35,0               | 29,4               | 25,6               | 40,0               |
| Середній максимум, °C                               | 9,1                | 11,4               | 16,1               | 21,2               | 25,3               | 29,3               | 31,1               | 30,2               | 26,5               | 21,3               | 16,0               | 10,4               | 20,7               |
| Середній мінімум, °C                                | −1,4               | 0,2                | 3,9                | 8,5                | 13,4               | 18,5               | 20,6               | 20,0               | 15,9               | 9,3                | 4,2                | 0,0                | 9,5                |
| Абсолютний мінімум, °C                              | −22,2              | −20                | −15                | −6,7               | 0,0                | 5,6                | 8,9                | 7,2                | 1,7                | −6,7               | −12,2              | −18,3              | −22,2              |
| Середня кількість сонячних годин на місяць          | 169,6              | 174,5              | 228,6              | 246,1              | 261,9              | 270,3              | 270,1              | 249,3              | 223,9              | 218,6              | 174,7              | 163,3              | 2650               |
| Норма опадів, мм                                    | 78                 | 75                 | 95                 | 91                 | 86                 | 95                 | 114                | 99                 | 106                | 80                 | 79                 | 76                 | 1072               |
| Днів з опадами                                      | 9,3                | 9,1                | 10,4               | 9,2                | 10,3               | 9,7                | 11,3               | 9,4                | 7,4                | 7,3                | 8,0                | 9,2                | 110,6              |
| Днів зі снігом                                      | 1,4                | 1,4                | 0,4                | 0                  | 0                  | 0                  | 0                  | 0                  | 0                  | 0                  | 0,1                | 0,7                | 4,0                |
| Вологість повітря, %                                | 67.4               | 64.0               | 62.7               | 60.9               | 69.8               | 72.7               | 75.4               | 76.4               | 75.9               | 72.2               | 68.5               | 68.5               | 69.5               |
| --------------------------------------------------- | ------------------ | ------------------ | ------------------ | ------------------ | ------------------ | ------------------ | ------------------ | ------------------ | ------------------ | ------------------ | ------------------ | ------------------ | ------------------ |
| Джерело: NOAA (relative humidity and sun 1961–1990) |                    |                    |                    |                    |                    |                    |                    |                    |                    |                    |                    |                    |                    |

## Демографія
Згідно з переписом 2010 року, у місті мешкало 269 666 осіб у 111 731 домогосподарстві у складі 63 244 родин. Густота населення становила 790 осіб/км².  Було 124074 помешкання (363/км²).
Расовий склад населення:
| - 48,4 % — білих - 40,6 % — чорних або афроамериканців - 4,0 % — азіатів - 0,5 % — корінних американців - 0,1 % — вихідців з тихоокеанських островів - 3,8 % — осіб інших рас |

До двох чи більше рас належало 2,6 %. Частка іспаномовних становила 7,5 % від усіх жителів.
За віковим діапазоном населення розподілялося таким чином: 22,7 % — особи молодші 18 років, 65,8 % — особи у віці 18—64 років, 11,5 % — особи у віці 65 років та старші. Медіана віку мешканця становила 33,4 року. На 100 осіб жіночої статі у місті припадало 88,7 чоловіків;  на 100 жінок у віці від 18 років та старших — 84,6 чоловіків також старших 18 років.
Середній дохід на одне домашнє господарство  становив 61 537 доларів США (медіана — 41 628), а середній дохід на одну сім'ю — 76 245 доларів (медіана — 53 150). Медіана доходів становила 40 143 долари для чоловіків та 34 761 долар для жінок. За межею бідності перебувало 19,3 % осіб, у тому числі 25,9 % дітей у віці до 18 років та 10,5 % осіб у віці 65 років та старших.
Цивільне працевлаштоване населення становило 131 958 осіб. Основні галузі зайнятості: освіта, охорона здоров'я та соціальна допомога — 24,9 %, роздрібна торгівля — 12,9 %, виробництво — 11,9 %.

## Персоналії
- О. Генрі (1862-1910) — американський письменник.